# 부산국제금융센터
부산국제금융센터(釜山國際金融 - , 영어: Busan International Finance Center, BIFC)는 대한민국 부산광역시 남구 문현동 문현금융단지에 건설된 마천루 건물이다. 2008년에 착공하여 2013년 1단계 개발 사업이 완공 하였고 2014년 개장 하였다. 2018년 2단계 개발 사업이 완공 되었으며 2025년 3단계 개발 사업이 완공할 예정이다. 1단계 개발 사업은 지하 4층 ~ 지상 63층, 첨탑 높이와 지붕 높이 289m, 최상층 높이 286m의 초고층 건물로 건립 되었다. 2단계 개발 사업은 36층, 49층으로 건립 되었으며 3단계 개발 사업은 지하 5층 ~ 지상 45층으로 건립될 예정이다.
2014년에 완공되어 마린시티에 위치한 주거용 건축물인 해운대 두산위브 더제니스(301m, 80층  부산 최초 메가톨 빌딩), 해운대 아이파크(292m, 72층) 다음으로 높은 마천루가 되었다. 서울특별시 서울국제금융센터(285m, 55층)보다 첨탑 및 지붕이 3m보다 높고 최상층은 1m보다 높다.
부산국제금융센터는 인텔리전트 빌딩, BIFC몰(영어: BIFC Mall)로 구성되어 있고 부속 건물에는 서울특별시 IFC몰, 홍콩 IFC몰처럼 쇼핑몰이 들어서 있고 공식 명칭은 BIFC Mall이다.

## 역사

부산국제금융센터 조감도

2008년에 착공하여 2014년 63층 골조 공사가 끝났고, 원래 6월 개장 예정이던 것을 7월 개장으로 한 차례 미뤘고, 한편 건물 일부에 무인증 제품으로 소방 허가가 났다는 지적을 받았다. 하지만 박근혜 대통령의 준공식 참석 일정을 잡기 위해 준공식이 무기한 연기되었다가 2014년 8월 22일에 준공식을 열었고 정식 개장하였다. 2015년 4월 25일에는 63층 전망대가 개방되었다. 2016년 경주 지진 당시 전원 대피령을 내렸다.

## 특징

### 랜드마크
부산광역시 남구 문현동에 위치한 금융 빌딩으로 완공 이후 부산광역시 금융 도시가 되었고 건물에는 BIFC 로고의 간판을 자세히 보면 외국 폰트다. 부산의 랜드마크고 문현동에는 63층 빌딩이 건립되었으며 전망대 시설이 존재한다.

### 엘리베이터
현대엘리베이터의 제품이 설치되어 있으며 행선예약시스템이 적용되어 있다. 2014년 2월 14일에 설치되었고 같은 해 9월 기준으로 국내에서 가장 빠른 엘리베이터가 31대가 설치되어 있지만 속도가 600m/min으로 매우 빠르고 1층에서 63층까지 올라가는데 1분도 걸리지 않는다. 63층에 도착하면 전망대를 볼 수 있다. 오피스용, 전망대용, 셔틀용, 화물용, 비상용으로 구분된다. 2020년에 고장이 한 번 났었다.

## 시설

### 주요 시설

#### 전망대
지상 63층에 위치한 부산국제금융센터 전망대 개방 시간은 토요일 오후 1시에서 오후 8시까지였다. 2013년에 전망대를 개방할 계획이 있었다. 2015년 4월 25일에는 한시적으로 토요일에만 63층을 시민들에게 전망대로 임시 개방했으며 이용료 및 입장료는 무료다. 반응이 좋았는지 2016년 4월까지 기간을 연장했다. 63층에서 부산의 풍경과 서면 더샵 센트럴스타라는 아파트가 보인다. 2016년 기준으로는 개방 시간은 토요일 오후 2시에서 오후 9시까지고 본래의 무료 개방 기간은 2015년 4월에서 2016년 4월까지였지만 2016년 연말까지 연장됐고 몇 차례 계속 연장됐다. 2017년 2월까지 연장됐고 이후 2017년 6월까지 연장됐고 9월 말까지 연장됐고 연말까지 연장하고 2018년 3월 31일에 전망대 운영이 종료됐다. 2022년 전망대 운영 종료 후 해외 금융 기업 요즈마그룹, BMI그룹, 씨티은행, UIB손해보험중개, 라이나원이 입주했다.

### 내부 시설
공공기관은 한국자산관리공사, 한국주택금융공사, 한국남부발전, 한국예탁결제원, 주택도시보증공사와 함께 한국거래소, NH농협은행, 신용보증기금, 한국해양보증보험, 캠코선박운용, 산업은행, 수출입은행, 무역보험공사 해양금융 부서를 한 곳에 모은 해양종합금융센터가 입주해 있다. 이 외에도 박근혜 대통령이 후보 시절 공약으로 내걸었던 부산국제금융연수원, 대형 상업 시설이 있다. 해외 금융 기업은 씨티은행, 요즈마그룹, BMI그룹, UIB손해보험중개, 라이나원이 입주했다. 서울국제금융센터(SIFC)와는 다르게 혁신도시 건설 사업 일환으로 건립되는 건물이기 때문에 건물의 상당수는 공기업, 해외 금융 기업이 입주하여 공실률은 거의 없을 것으로 예상된다.
| 층수                | 용도 |
| ------------------- | --- |
| 63층                | 부산파이낸스센터 AMC, 한국예탁결제원, 씨티은행, 요즈마그룹, BMI그룹, UIB손해보험중개, 라이나원           |
| 56층 ~ 62층         | 오피스                                                                                                   |
| 55층                | IBK창공                                                                                                  |
| 54층                | 한국예탁결제원                                                                                           |
| 53층                | 캠코선박운용, 칭다오국제공상중심유한회사, FATE TREIN                                                     |
| 52층                | 부산국제금융진흥원, 부산국제금융연수원, 대한상사중재원, 금융투자협회 부산지회, 코스콤 부산센터, 신한은행 |
| 51층                | 한국거래소, 자본시장역사박물관                                                                           |
| 48층 ~ 50층         | 오피스                                                                                                   |
| 40층 ~ 47층         | 한국자산관리공사                                                                                         |
| 36층 ~ 39층         | 한국예탁결제원                                                                                           |
| 30층 ~ 35층         | 한국남부발전, 한전KDN                                                                                    |
| 23층 ~ 27층         | 한국주택금융공사                                                                                         |
| 22층                | 해양금융종합센터 (한국수출입은행, KDB산업은행, 한국무역보험공사)                                         |
| 21층                | KDB산업은행, KSF선박금융, 한국선박금융, 한국무역보험공사                                                 |
| 20층                | 한국수출입은행                                                                                           |
| 15층 ~ 19층         | 주택도시보증공사                                                                                         |
| 14층                | 신용보증기금                                                                                             |
| 13층                | 한국해양보증보험, 한국선박해양주식회사                                                                   |
| 12층                | 한국주택금융공사                                                                                         |
| 10층 ~ 11층         | 오피스                                                                                                   |
| 9층                 | 부산은행, 한국증권금융, NH생명보험, 국제식물검역인증원                                                   |
| 8층                 | 오피스                                                                                                   |
| 7층                 | 한국주택금융공사                                                                                         |
| 6층                 | 주택도시보증공사                                                                                         |
| 5층                 | 한국예탁결제원                                                                                           |
| 4층                 | 한국남부발전                                                                                             |
| 3층                 | 한국자산관리공사                                                                                         |
| 2층                 | NH농협은행, 우리은행, 한국주택금융공사                                                                   |
| 1층                 | 로비, 상가, 국민은행 (BIFC몰)                                                                            |
| 지하 1층            | 지하 주차장, 전기실                                                                                      |
| 지하 3층 ~ 지하 2층 | 지하 주차장                                                                                              |
| 지하 4층            | 기계실                                                                                                   |

## 대중 문화

### 드라마
- JTBC 그냥 사랑하는 사이에 등장했다.

## 갤러리

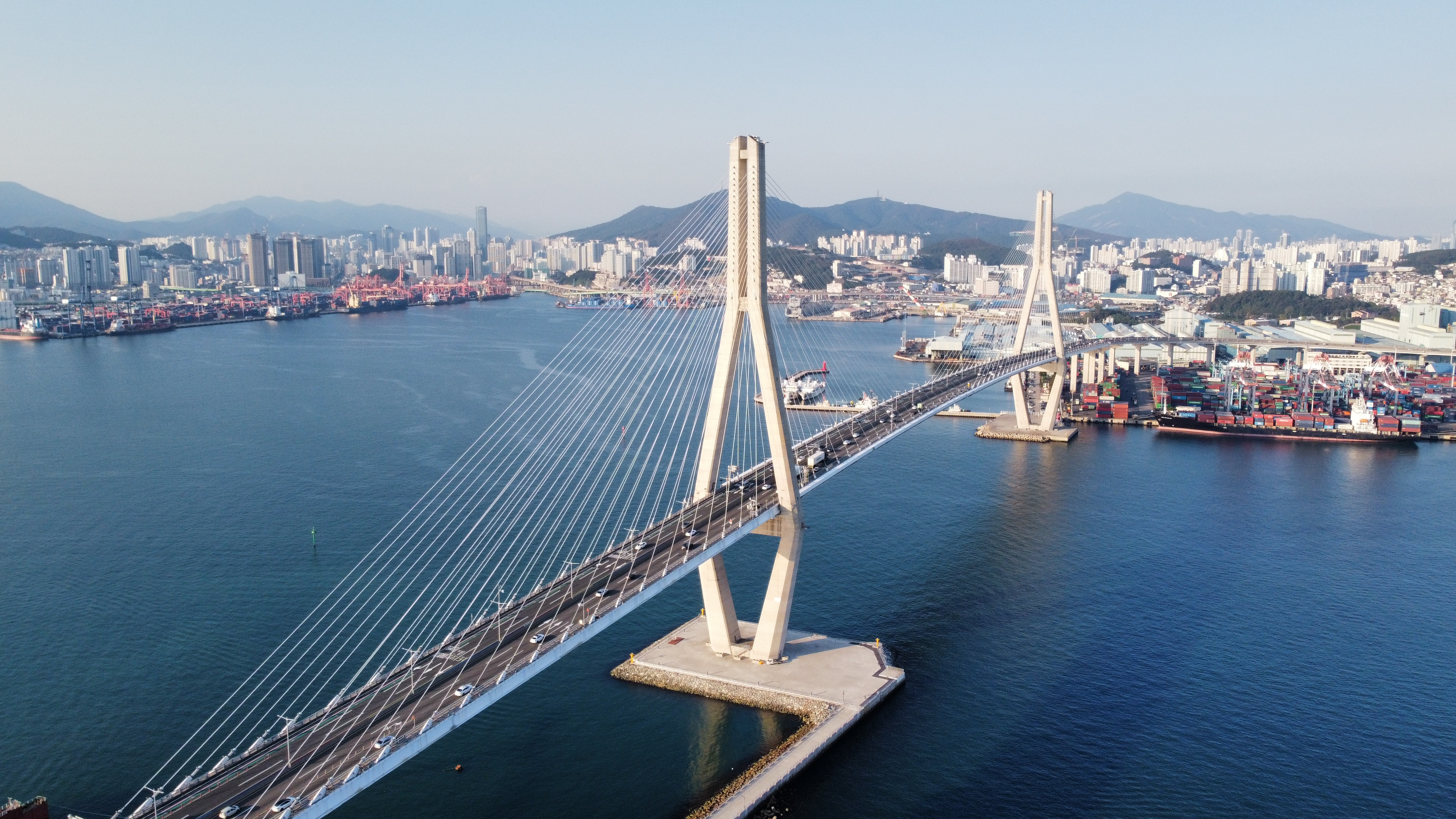
부산항대교 뒤로 보이는 부산국제금융센터
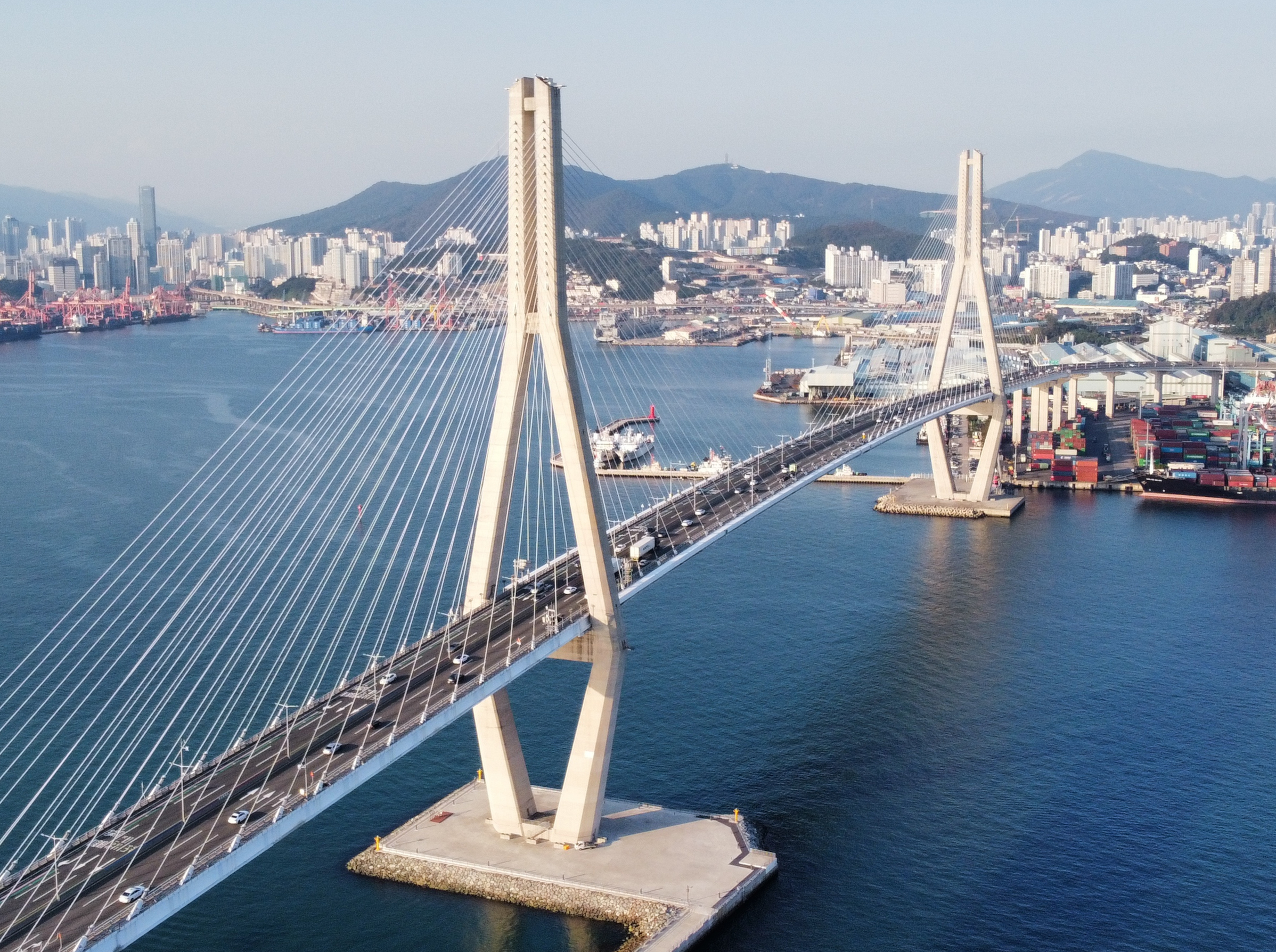
부산항대교 뒤로 보이는 부산국제금융센터

## 교통
- ● 부산 도시철도 2호선 - 국제금융센터·부산은행역

## 같이 보기
- 마천루 목록
- 아시아의 마천루 목록
- 대한민국의 마천루 목록
- 부산광역시의 마천루 목록
- 문현금융단지
- 서울국제금융센터
- 두바이국제금융센터